# Línea 3 (Urbanos de Alcorcón)
La línea 3 de la red de autobuses urbanos de Alcorcón une la estación de Alcorcón Central con Parque El Lucero.

## Características
Fue creada el 22 de junio de 2016, uniendo la estación de tren del municipio con los nuevos desarrollos industriales.
La línea mantiene los mismos horarios todo el año (exceptuando las vísperas de festivo y festivos de Navidad).
La línea circula exclusivamente por el término municipal de Alcorcón. Como bien se expresa en la numeración interna del CRTM, recibe el número 3007. El primer dígito corresponde a la línea, en este caso la línea 3. Y los últimos tres dígitos corresponden al municipio por el que circula, en este caso 007 corresponde al municipio de Alcorcón.
La línea está operada por Arriva Madrid, mediante la concesión administrativa VCM-501: Madrid - Batres del Consorcio Regional de Transportes de Madrid

## Horarios
| Diario                    |                           |
| FF.CC. > Parque El Lucero | Parque El Lucero > FF.CC. |
| 06:00                     | 06:40                     |
| 07:10                     | 07:40                     |
| 08:10                     | 08:40                     |
| 09:00                     | 09:15                     |
| 09:30                     | 09:45                     |
| 10:00                     | 10:15                     |
| 10:30                     | 10:45                     |
| 11:00                     | 11:15                     |
| 11:30                     | 11:45                     |
| 12:00                     | 12:15                     |
| 12:30                     | 12:45                     |
| 13:00                     | 13:15                     |
| 13:30                     | 13:45                     |
| 14:00                     | 14:15                     |
| 14:30                     | 14:45                     |
| 15:00                     | 15:15                     |
| 15:30                     | 15:45                     |
| 16:00                     | 16:15                     |
| 16:30                     | 16:45                     |
| 17:00                     | 17:15                     |
| 17:30                     | 17:45                     |
| 18:00                     | 18:15                     |
| 18:30                     | 18:45                     |
| 19:00                     | 19:15                     |
| 19:30                     | 19:45                     |
| 20:00                     | 20:15                     |
| 20:30                     | 20:45                     |
| 21:00                     | 21:15                     |
| 21:30                     | 21:45                     |
| 22:00                     | 22:15                     |
| 22:30                     | 22:45                     |

## Recorrido y paradas

### Sentido Parque El Lucero
| Código | Parada                                          | Común con                    | Conexión con Metro y Cercanías |
| ------ | ----------------------------------------------- | ---------------------------- | ------------------------------ |
| 11773  | Berlín - Est. Alcorcón Central                  | 1 2 510 510B 516 517 520 535 | Alcorcón Central               |
| 08469  | Av. S. Martín Valdeiglesias - C. C. Tres Aguas  | 510 510B 518 551 581         |                                |
| 19916  | Av. San Martín de Valdeiglesias - Autocaravanas | 510 510B 518                 |                                |
| 19914  | Av. San Martín de Valdeiglesias - Polígono      | 510 510B 518                 |                                |
| 19931  | Ejército de Tierra - Av. Fuerzas Armadas        |                              |                                |
| 19933  | Ejército de Tierra - Parque El Lucero           |                              |                                |

### Sentido Alcorcón Central
| Código | Parada                                          | Común con                    | Conexión con Metro y Cercanías |
| ------ | ----------------------------------------------- | ---------------------------- | ------------------------------ |
| 19933  | Ejército de Tierra - Parque El Lucero           |                              |                                |
| 19932  | Ejército de Tierra - Av. Fuerzas Armadas        |                              |                                |
| 19917  | Av. San Martín de Valdeiglesias - Autocaravanas | 510 510B 518                 |                                |
| 09364  | Argentina - C. C. Tres Aguas                    | 510 510B 518 551 581         |                                |
| 11772  | Berlín - Est. Alcorcón Central                  | 1 2 510 510B 516 517 520 535 | Alcorcón Central               |